# Анджей Ткач
Анджей Юзеф Ткач (пол. Andrzej Józef Tkacz, нар. 20 вересня 1946, Катовиці) — польський хокеїст, що грав на позиції воротаря, зокрема за збірну команду Польщі. Згодом — хокейний тренер.

## Ігрова кар'єра
Вихованець клубу «Полонія» (Бидгощ). Професійну хокейну кар'єру розпочав у команді ГКС (Катовиці) в 1965 році. За катовицький клуб грав до 1977. Надалі виступав за німецький клуб «Штутгарт», а також у трьох австрійських «Гогенемс», «Фельдкірх» та «Кіцбюель».
Один сезон 1980/81 відіграв у швейцарському ЦСК Лайонс.
У складі національної збірної Польщі зіграв на 8-ми чемпіонатах світу та двічі брав участь у зимових Олімпіадах 1972 та 1976 років.

## Тренерська кар'єра
Після закінчення Академії фізичного виховання в Катовицях працював тренером національної збірної Польщі в 1997, згодом у Німеччині та Австрії.
У 2006 очолював «Полонію» (Битом), яка підвищилась до Екстраліги, звільнений з посади в листопаді 2007.
З грудня 2007 головний тренер «Унії» (Освенцім).

## Досягнення
- Чемпіон Польщі у складі ГКС (Катовиці) — 1968, 1970.
- Найкращий гравець чемпіонату — 1975, 1976.